# Агітаційно-пропагандистський фільм
Агітаційно-пропагандистський фільм (Агітпропфі́льм) — документальна чи ігрова кіноілюстрація якого-небудь актуального політичного, чи економічного гасла, різновид агітфільму.
Такі фільми отримали поширення в радянському кіно на початку 1930-х років. Їхніми героями стали робітники-металурги, залізничники, шахтарі, ударники виробництва. Серед них документальний фільм «Стальний шлях» режисера С. Гуріна, ігрові фільми «Вогні Бессемера» режисерів Євгена Косухіна, Павла Коломойцева, «Герої Мархоти» режисера Бориса Шелонцева, «Шторм» режисера Григорія Левкоєва та інші. У деяких фільмах, як «Манометр- 1», «Манометр-2» режисера Абрама Роома та інших поєднувалися інсценовані та документальні епізоди. 
З 1938 року випуск агітпропфільмів різко скоротився, і надалі вони не випускалися.

## Представники жанру в українському кінематографі
- «Вітер з порогів» (1930)
- «Штурмові ночі» (1931)